# Eaten Back to Life
Eaten Back To Life – album amerykańskiej grupy deathmetalowej Cannibal Corpse. Wydany został w 1990 roku nakładem Metal Blade Records. Płyta została zarejestrowna w Morrisound Recording w Tampie w stanie Floryda.

## Lista utworów
Opracowano na podstawie materiału źródłowego.
| Nr  | Tytuł utworu                           | Muzyka i słowa                                                      | Długość |
| --- | -------------------------------------- | ------------------------------------------------------------------- | ------- |
| 1.  | „Shredded Humans”                      | Chris Barnes, Jack Owen, Bob Rusay, Alex Webster, Paul Mazurkiewicz | 5:11    |
| 2.  | „Edible Autopsy”                       | Chris Barnes, Jack Owen, Bob Rusay, Alex Webster, Paul Mazurkiewicz | 4:32    |
| 3.  | „Put Them to Death”                    | Chris Barnes, Jack Owen, Bob Rusay, Alex Webster, Paul Mazurkiewicz | 1:50    |
| 4.  | „Mangled”                              | Chris Barnes, Jack Owen, Bob Rusay, Alex Webster, Paul Mazurkiewicz | 4:29    |
| 5.  | „Scattered Remains, Splattered Brains” | Chris Barnes, Jack Owen, Bob Rusay, Alex Webster, Paul Mazurkiewicz | 2:34    |
| 6.  | „Born in a Casket”                     | Chris Barnes, Jack Owen, Bob Rusay, Alex Webster, Paul Mazurkiewicz | 3:20    |
| 7.  | „Rotting Head”                         | Chris Barnes, Jack Owen, Bob Rusay, Alex Webster, Paul Mazurkiewicz | 2:26    |
| 8.  | „Undead Will Feast”                    | Chris Barnes, Jack Owen, Bob Rusay, Alex Webster, Paul Mazurkiewicz | 2:49    |
| 9.  | „Bloody Chunks”                        | Chris Barnes, Jack Owen, Bob Rusay, Alex Webster, Paul Mazurkiewicz | 1:53    |
| 10. | „A Skull Full of Maggots”              | Chris Barnes, Jack Owen, Bob Rusay, Alex Webster, Paul Mazurkiewicz | 2:06    |
| 11. | „Buried in the Backyard”               | Chris Barnes, Jack Owen, Bob Rusay, Alex Webster, Paul Mazurkiewicz | 5:11    |
| 12. | „Born in a casket (Live)”              |                                                                     | 3:36    |
|     |                                        |                                                                     | 39:57   |

## Twórcy
Opracowano na podstawie materiału źródłowego.

- Chris Barnes – śpiew
- Jack Owen – gitara rytmiczna, gitara prowadząca
- Bob Rusay - gitara rytmiczna, gitara prowadząca
- Alex Webster – gitara basowa
- Paul Mazurkiewicz – perkusja
- Vincent Locke - oprawa graficzna, okładka, loko
- Brian Ames - projekt oprawy graficznej
- Scott Burns – inżynieria dźwięku, produkcja muzyczna
- Mike Mulley - zdjęcia
- Stephanie Cabral - zdjęcia
- Brad Vance - remastering
- Francis H. Howard - gościnnie śpiew (utwory „Mangled”, „A Skull Full Of Maggots”)
- Glen Benton - gościnnie śpiew (utwory „Mangled”, „A Skull Full Of Maggots”)